# 701 (число)
701 (седемстотин и едно) е просто, естествено, цяло число. Негови делители са 1 и 701. Предходното число е 700, а следващото 702. 701 е сума на три последователни прости числа (229+233+239=701). В римски цифри се записва като DCCI. Числото 7013+2 е просто.